# Anisotes macrophyllus
Anisotes macrophyllus là một loài thực vật có hoa trong họ Ô rô. Loài này được (Lindau) Heine mô tả khoa học đầu tiên năm 1966.